# Société française de médecine d'urgence
 (février 2019).
La Société française de médecine d'urgence (SFMU), est une société savante française, association loi de 1901, créée en 2006 et rassemblant les acteurs de la médecine d'urgence.

## Chronologie
- 1984 - Création à Grenoble d'une association de médecins ayant choisi l’exercice exclusif de la médecine d'urgence.
- 1985 - Création de la Société française d'urgence médicale (3 mars), statuts déposés à la préfecture de l'Isère et déclaration sous le numéro 14 160 (Journal officiel de la République française du 20 mars 1985, page 991).
- 1988 - Reconnaissance comme organisme de formation (ni : 82380099338, Direction du Travail et de l'Emploi et de la Formation Professionnelle - Lyon) et intégration des infirmièr(e)s de structure d’urgence.
- 1991 - Création de la commission du consensus chargée d'organiser des conférences de consensus.
- 1996 - Intégration des assistant(e)s social(e)s de structure d’urgence.
- 1999 - Devient la Société francophone d'urgence médicale (21 avril) et parution au Journal officiel du 16 octobre 1999, page 4375, ni : 038.101.4160).
- 2001 - Devient la Société francophone de médecine d'urgence (26 avril) et intégration des soignants des SAMU et SMUR. Ce changement est lié à la fusion de la Société Francophone de Médecine d’Urgence et de la partie scientifique de SAMU de France. À partir de 2001, la SFMU prend en charge la partie scientifique, SAMU-Urgences de France (SUdF) et devient un des syndicats de la spécialité.
- 2006 - SAMU de France et la Société francophone de médecine d'urgence crée la Société française de médecine d'urgence (13 septembre).

## Buts et activités
La SFMU a pour buts :
- Le rassemblement de tous les acteurs francophones en soins et médecine d’urgence ;
- La promotion, le développement et l'enseignement des connaissances scientifiques et professionnelles, dans tous les domaines d'exercice de la médecine d'urgence ;
- La promotion et le soutien de la recherche en médecine d'urgence.

## Journal de la SFMU
Les Annales françaises de médecine d’urgence (AFMU, Lavoisier éditeur. Cachan, France) sont depuis 2011 la voix scientifique francophone de la médecine d'urgence.
Le Journal européen des urgences et de réanimation (JEUR), précédemment Journal Européen des Urgences, a été le premier journal servant l’organe de l’expression scientifique de la SFMU jusqu’en 2009.

## Livres sous l'égide de la SFMU
Elle a soutenu la publication de plusieurs livres portant sur la médecine d’urgence :
- Pierre Huasfater, Méningites et syndromes méningés, Coll. Références en médecine d'urgence. Collection de la SFMU, 2016 — 126 p.
- Thibaut Desmettre, Urgences respiratoires, Coll. Références en médecine d'urgence. Collection de la SFMU, 2016 — 254 p.
- Thibaut Desmettre, Urgences vasculaires, Coll. Références en médecine d'urgence. Collection de la SFMU, 2015 — 209 p.
- Guillaume Debaty, Guide des outils d’évaluation en médecine d’urgence, Coll. Références en médecine d'urgence. Collection de la SFMU, 2014 — 170 p.
- Yann-Eric Claessens, Luc Mouthon, Maladies rares en médecine d'urgence, Coll. Références en médecine d'urgence. Collection de la SFMU, 2013 — 426 p.
- Mouhsine Bendahou, Khaled Saidi, Sylvie Besch, Frédéric Khiami, Traumatisme de la cheville, Coll. Références en médecine d'urgence. Collection de la SFMU, 2013 — 296 p.
- Yann-Eric Claessens, Patrick Ray, Les biomarqueurs en médecine d'urgence : Des données biologiques au lit du malade, Coll. Références en médecine d'urgence. Collection de la SFMU, 2012 — 383 p.

## Congrès de la SFMU
Le congrès est organisé fin mai, début juin au palais des congrès de Paris. Il rassemble près de 4 000 professionnels sur trois jours. Il s’agit de la plus importante manifestation scientifique européennes dédiée à la médecine d'urgence. Ces journées de formation et de débat permettent aussi à l’industrie pharmaceutique et de matériels médicaux de rencontrer les urgentistes.

## Journées Thématiques Interactives
Les JTI se déroulent chaque année début octobre dans une ville universitaire différente en France. Le principe d’interactivité des JTI fait que chaque inscrit doit choisir un atelier. Cet atelier représente une partie précise du thème traité par le congrès. Il est majeur que chaque congressiste puisse prendre connaissance de l’ensemble des travaux sur le thème. La restitution est le moment où chaque rapporteur d’atelier exposé à tous les inscrits les résumé du travail du groupe. De plus, lors de la restitution l’ensemble des congressistes peuvent poser des questions aux experts des ateliers auxquels ils n’ont pas participé. L'ensemble de ces travaux est ensuite intégré à un ouvrage référent publié au printemps suivant.

## Fonds de développement pour la recherche en médecine d'urgence
La Société française de médecine d'urgence (SFMU) crée un fonds de développement et de recherche en médecine d’urgence, a annoncé sa présidente, Agnès Ricard-Hibon, lors de la conférence de presse d'ouverture du congrès Urgences 2018. Indépendant de la SFMU, mais en lien avec son conseil d’administration, son objectif est de soutenir la recherche médicale et soignante en médecine d’urgence, ainsi que l’amélioration des conditions d’accueil des usagers et de travail des professionnels.

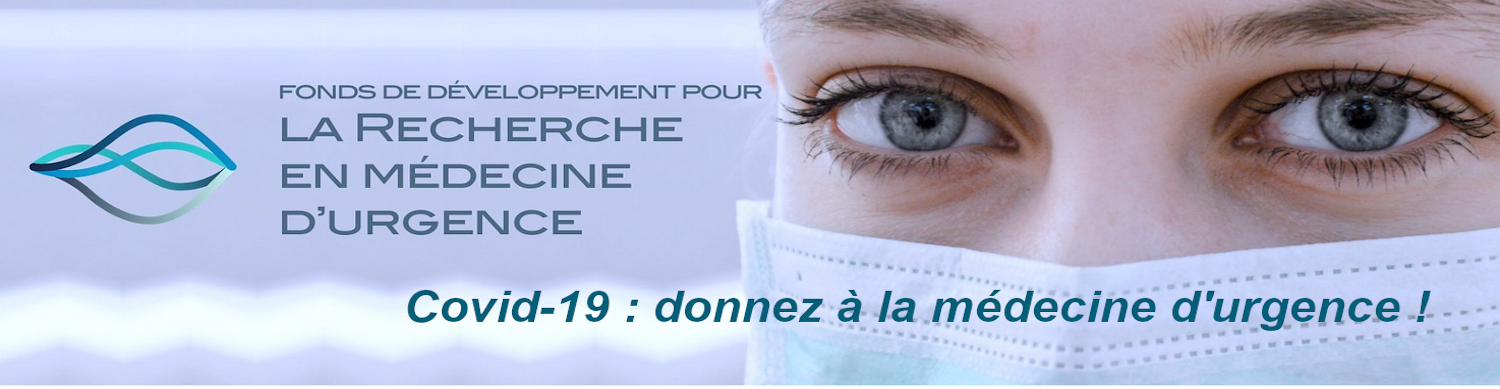